# قمحة النار (أدب وثائقي)
قمحة النار - نساء في ليالي الحروب كتاب للروائي والكاتب الصحافي العراقي جمال حسين علي وقد نشر في عام 2009 عن دار رياض الريس - لبنان.

## ملخص الكتاب
يسلط الكتاب الضوء على وضع النساء في البلدان التي وجدت نفسها في مواجهة حروب طويلة، أرهقت بنيتها الاجتماعية، مما أدى لحرب أخرى تعيشها النساء، في غياب الرجال أو رحيلهم النهائي. يقدم جمال حسين علي في هذا الكتاب وعبر لغته الشعرية، الذي عُرف بها، تكثيفا مؤثرا لحال النساء الأفغانيات والشيشانيات والكرديات والعراقيات بشكل عام، عارضا كل ما يحصل من فوضى في تلك المناطق، كمحاولة لإيجاز دروس للتاريخ وعدالته المفقودة. يحوى الكتاب شهادات حيّة ووقائع وأقوال التقطت من واقع المعاناة مباشرة، نقلها الكاتب بأسلوب يعبر عما تحمله قلوب هؤلاء النسوة من ألم بفعل القهر والبطش، مع تمسكه بثوابت التقرير الصحافي بعناصره الرئيسية.
يتضمن الكتاب الفصول الآتية: الأفغانية (كيف تقضي المرأة الأفغانية يومها؛ في البحث عن الجسد المفقود؛ رفع النقاب عن الجمال الأفغاني)؛ الشيشانية (الشيشانية الأخرى؛ الأرض المحروقة بالنساء)؛ الكردية (شجرة المرأة الكردستانية)؛ قمحة النار (عربة الرغبة؛ بارك الحب؛ حسناوات.. ولكن ضابطات)؛ العراقية (إعلان سافر لـ«منقبات» البرلمان العراقي؛ شارع البنات؛ بهجة الجميلات الصابرات؛ هروعها إلى العيد لفضّ الغيظ؛ الحب في بغداد؛ مباراة الجمال بين العراق وإيران؛ قيثارات حرب؛ سائقات في طرق الموت والفوضى؛ زمان المعيديات).

## الكاتب والأدب الوثائقي
إضافة لقمحة النار، صدر لجمال حسين علي في الأدب الوثائقي واعتماد على عمله كمراسل حربي، مجموعة من الكتب الأخرى هي:افتتاح ثقب الإبرة عن تجربته في تغطية حرب أفغانستان، و نهوض الجحيم عن تجربته في تغطية حرب الشيشان، و مذبح الأزهار عن تجربته في تغطية حرب كردستان، و شبابيك الأئمة عن تجربته في تغطية حرب العراق، و عنفوان المجرة عن تجربته في الأهوار. كما صدر له في عام 2013 كتاب انكسار عباد الشمس: آلام مـراسـل حـربـي، مـفـكـرة، أفـغـانـسـتـان، الـشـيـشـان، كـردسـتـان، الـعـراق عن مجمل تجربته في تغطية مناطق النزاعات والحروب.

## أصداء الكتاب
نال جمال حسين علي جائزة صحفى العام في حقوق الإنسان من الأكاديمية العربية لحقوق الإنسان في المملكة المتحدة سنة 2014، «لامتلاكه قدرة استثنائية وشجاعة مكّنتهُ من توثيق لحظة الإيذاء والصدمة والدمار والفقد غير آبه بتعريض حياته للخطر، ويستطيع من خلال كتاباته أن ينقل مشاعر الخوف إلى المتلقى ويبعث فيه مشاعر الأمل في الوقت ذاته». وجاء في حيثيات قرار لجنة التحكيم إشادة خاصة بكتاب قمحة النار- نساء في ليالى الحروب، حيث أشارت إلى أنّ الكتاب «هو عمل استكشافى ودراسة لأحوال النساء في ظل الحرب، يغطى الأحداث المروّعة التي وقعت في الشيشان وأفغانستان وكردستان والعراق، ويوثق كيف تمكنت النساء من رعاية أسرها وحمايتهم في ظل الحرب. كما يوثق روح الشجاعة والمبادرة والصمود ويرسم صورة للقوة في مواجهة المحن». كما نوهت اللجنة بكتابه الآخر في مجال الأدب الوثائقي، انكسار عباد الشمس- آلام مراسل حربى.

## أعمال أخرى للكاتب

### المؤلفات
- CV CUPIDO ـ كتاب الحب (نصوص ـ دار نوفا بلس ـ الكويت 2016).
- بريد العظماء (نصوص عالمية ـ دار الآن ـ الأردن 2015)
- انكسار عبّاد الشمس آلام مراسل حربي: مفكرة أفغانستان، الشيشان، كردستان، العراق (وثائقي ـ دار الغاوون ـ لبنان 2013)
- عراق مجانا (نصوص ـ دار الغاوون ـ لبنان 2012)
- أموات بغداد (رواية ـ الطبعة الأولى: الفارابي ـ لبنان 2008/الطبعة الثانية: دار الكتبي ـ مصر 2015)
- حقيقة أسلحة الدمار الشامل الإيرانية (سياسة - دار الكندي – الأردن 2006)
- التويجات (قصص قصيرة ـ المؤسسة الجامعية للدراسات والنشر ـ لبنان 1988)
- الضريح الحيّ (قصص قصيرة ـ وزارة الثقافة والإعلام ـ العراق 1988)
- ظل متبخّر (قصص قصيرة ـ وزارة الثقافة والإعلام ـ العراق 1987)
- التوأم (رواية ـ وزارة الثقافة والإعلام ـ العراق 1985)
- الفنارات (رواية ـ وزارة الثقافة والإعلام ـ العراق 1985)
- صيف في الجنوب (رواية ـ وزارة الثقافة والإعلام ـ العراق 1983)

### الكتب المترجمة
- الكرملين وأزمة الكويت - الكسندر بيلونوغوف (دار القبس - الكويت 2011)
- الصحوة الإسلامية في روسيا المعاصرة - ألكسي ملاشينكو (دار القبس - الكويت 1999)
- القادة السبعة - ديمتري فولكاغونوف (دار البيان -الإمارات 1996)

## اقتباسات من الكتاب
- في المربع النسائي لأربعة أقاليم كتبت عليها الحروب وامتلاء الموت، تتوحد النسوة في أفغانستان والشيشان وكردستان العراق في رصّ أعمدة المنزل والعمل المتواصل نيابة عن الجميع وملاءمة الفرح مع الشدائد وإضاءة قبو الحياة المعتم.
- هن طهارة البلدان التي احترقت والواصل والموصل وحتى الكلمات التي سحقتها المسرفات، ومن ذاكرتهن نستبدل، هذه المرة، المزج الأول لحزن الحروب المدنسة، فاتحين صهوة الأبواب لهن، ليحكين ما لا يروى، عن بلدان ما عادت تستطيع الكلام.
- ليس أحوج من الحب أوقات الحرب والمهلة المستنفدة. سلطان وعساه أن يكون كذلك، ملمع صناديق البريد بالأزهار والبصمات المولعة والقلوب المنزلقة من فوهات الظروف.

## وصلات خارجية
موقع قمحة النار - نساء في ليالي الحروب لجمال حسين علي - جودريدز Goodreads